# 151 a.C.
Il 151 a.C. (CLI a.C. in numeri romani) è un anno  del II secolo a.C.

## Eventi
- Aulo Postumio Albino, Lucio Licinio Lucullo diventano consoli della Repubblica romana.

## Morti
- Puṣyamitra Śuṅga